# Cimetière militaire allemand de Rumaucourt
Le  Cimetière Militaire Allemand de Rumaucourt (Deutscher Soldatenfriedhof Rumaucourt) est un  cimetière militaire de la Première Guerre mondiale situé sur le territoire de la commune de Rumaucourt, Pas-de-Calais .

## Localisation
Ce cimetière est situé au sud du village, rue Joffre.

## Historique
Occupé dès la fin août 1914 par les troupes allemandes, le secteur de Rumaucourt est resté dans la zone des combats jusqu'en septembre 1918 lorsqu'il a été repris par les troupes britanniques. Ce cimetière militaire a été créé à l'automne de 1916 lors des combats de la région de Bapaume. Des hôpitaux militaires étaient installés dans le village. De nombreuses victimes allemandes de la bataille d'Arras d'avril 1917 et de la bataille de Cambrai de novembre 1917 y ont été inhumés. Il y a également plus de 600 tombes de soldats tombés lors des combats du printemps 1918 et de la retraite qui a commencé en août. Les dernières inhumations ont eu lieu de la fin août à la mi-septembre 1918. Les autorités militaires françaises ont agrandi le cimetière en 1924 en ajoutant plus de 1 000 Allemands inhumés provisoirement dans des communes environnantes.

À partir de 1928, sur la base d'un accord conclu en 1926 avec les autorités militaires françaises, de nombreux arbres ainsi qu'une haie ont été plantés, suivis d'une nouvelle entrée avec une porte forgée et des murs en grès rouge.
En 1976, le Volksbund Deutsche Kriegsgräberfürsorge  a procédé à la conception définitive du cimetière et au remplacement des anciennes croix de bois provisoires par des croix en métal comportant les noms et dates de ceux qui reposent ici.

## Caractéristique
Ce cimetière de plan trapézoïdal est agrémenté de nombreux arbres. Il comporte les tombes de 2 016 soldats allemands.

## Sépultures
| Pays      | Sépultures |
| --------- | ---------- |
| Allemagne | 2 016      |

## Pour approfondir